# イタリヤ式奇跡
『イタリヤ式奇跡』（イタリヤしききせき、伊: C'era una volta）は、1967年に公開されたイタリアの映画。ジャンバティスタ・バジーレによる説話集『ペンタメローネ』内の多くの民話からインスピレーションを得たトニーノ・グエッラによる原作を脚色した作品。監督はフランチェスコ・ロージ。出演はソフィア・ローレンやオマル・シャリーフ 、ドロレス・デル・リオなど。『イタリア式奇蹟』との表記もある。
撮影はマテーラなどで行われた。

## キャスト
※括弧内は日本語吹替（初回放送1974年5月19日『日曜洋画劇場』）
- ロドリゴ・フェルナンデス王子：オマル・シャリーフ（内海賢二）
- イザベラ・キャンデロロ：ソフィア・ローレン（今井和子）
- 女王の母：ドロレス・デル・リオ（渡辺典子）
- ジャン・ジャック・ブシェ：ジョルジュ・ウィルソン（穂積隆信）
- ジュゼッペ：レスリー・フレンチ（田村錦人）
- アルタムラの王女：マリナ・マルファッティ
- 魔女：カルロ・ピカーネ